# Кондуши
Кондуши — деревня в Загривском сельском поселении Сланцевского района Ленинградской области.

## История
Деревня Кондуш упоминается на карте Санкт-Петербургской губернии 1792 года, А. М. Вильбрехта.
Как деревня Кондуши, состоящая из 32 крестьянских дворов, она обозначена на карте Санкт-Петербургской губернии Ф. Ф. Шуберта 1834 года.

КОНДУШИ — деревня принадлежит ведомству Павловского городового правления, число жителей по ревизии: 64 м. п., 78 ж. п. (1838 год)

КОНДУШИ — деревня Павловского городового правления и господина Манкошева, по просёлочной дороге, число дворов — 33, число душ — 121 м. п. (1856 год)

КОНДУШИ — деревня Павловского городового правления при колодце, число дворов — 21, число жителей: 80 м. п., 86 ж. п.

КОНДУШИ — деревня владельческая при колодце, число дворов — 14, число жителей: 54 м. п., 59 ж. п. (1862 год) 

Согласно материалам по статистике народного хозяйства Гдовского уезда 1888 года, имение Кондуши принадлежало местному крестьянину Ф. Г. Григорьеву, оно было приобретено до 1868 года. Кроме того, одна часть имения Кондушская дача площадью 109 десятин принадлежала крестьянину Эстляндской губернии Н. Н. Абрамову, она была приобретена в 1885 году за 805 рублей; вторая часть, площадью 78 десятин принадлежала местным крестьянам А. и Е. Яковлевым, она была приобретена в 1883 году за 1848 рублей.
В XIX веке деревня административно относилась к 1-му стану, в начале XX века к Добручинской волости 1-го земского участка 4-го стана Гдовского уезда Санкт-Петербургской губернии.
Согласно Памятной книжке Санкт-Петербургской губернии 1905 года, деревня Кондуши входила в Кондушинское-Первое сельское общество.

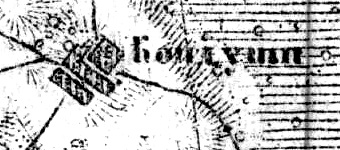
Деревня Кондуши на карте 1919 года

С 1917 по 1920 год деревня входила в состав Скарятинской волости Гдовского уезда.
С 1920 года, в составе буржуазной Эстонии.
С 1940 года, в составе Эстонской ССР.
С 1944 года, в составе Загривского сельсовета Сланцевского района Ленинградской области.
С 1963 года, в составе Кингисеппского района.
По состоянию на 1 августа 1965 года деревня Кондуши входила в состав Загривского сельсовета Кингисеппского района. С ноября 1965 года, вновь в составе Сланцевского района.
По данным 1973 и 1990 годов деревня Кондуши входила в состав Загривского сельсовета Сланцевского района.
В 1997 году в деревне Кондуши Загривской волости проживали 8 человек, в 2002 году — 14 человек (русские — 86 %).
В 2007 году в деревне Кондуши Загривского СП проживали 13 человек, в 2010 году — 11.

## География
Деревня расположена в западной части района близ автодороги 41К-164 (Сланцы — Втроя).
Расстояние до административного центра поселения — 3 км.
Расстояние до железнодорожной платформы Сланцы — 20 км.

## Демография
| 1862 | 2007 | 2010 | 2017 |
| ---- | ---- | ---- | ---- |
| 279  | ↘13  | ↘11  | ↗13  |